# Chronicles (miniserie televisiva)
Chronicles è una miniserie televisiva italiana del 2022, prodotta dalla Aquilus Productions per Prime Video.

## Trama
In una sperduta provincia di campagna, le vite di Mick, Max e Giò si intrecciano alla ricerca di una valigetta, contenente il bottino di una refurtiva.

## Personaggi e interpreti
- Arturo Sepe: Mick
- Gaetano Coppola: Max
- Luca Luongo: Giò
- Martina Pia Gambardella: Tonia
- Michele Allocca: Filo

## Distribuzione
La miniserie è stata distribuita sulla piattaforma Prime Video il 31 gennaio 2022 per gli Stati Uniti ed il Regno Unito.